# کریستفور جی. چمپبلین
کریستفور جی. چمپبلین (به انگلیسی: Christopher Grant Champlin) سناتور سابق عضو حزب فدرالیست (آمریکا) بود. وی در سال ۱۸۰۹ تا ۱۸۱۱ میلادی سناتور ایالت رود آیلند در سنای ایالات متحده آمریکا بود.